# Сомалийско-чилийские отношения
Сомалийско-чилийские отношения — двусторонние международные отношения между Сомали и Чили. 

## Сравнительная характеристика
|                    | Чили                          | Сомали                          |
| ------------------ | ----------------------------- | ------------------------------- |
| Население          | 19 458 000 человек            | 11 031 386 человек              |
| Площадь            | 756 102±1 квадратный километр | 637 657±1 квадратный километр   |
| Часовой пояс       | UTC−3, UTC−5                  | UTC+3:00, Африка/Могадишо       |
| Столица            | Сантьяго                      | Могадишо                        |
| Форма правления    | демократическая республика    | федеративная республика         |
| Официальный язык   | испанский язык                | сомалийский язык, арабский язык |
| Основная религия   | католицизм                    | ислам                           |
| Дата независимости | 18 сентября 1810 года         | 1960 год                        |

## История
Чили и Сомали никогда официально не устанавливали дипломатических отношений. Группа Рио, куда входит Чили, выражала свою солидарность с Сомали, которое находится в состоянии масштабного голода, и сотрудничала с международным сообществом в усилиях по оказанию необходимой помощи Сомали и осуждала террористические акты. Чили оказывала помощь Сомали через Чилийский фонд борьбы с голодом и нищетой. 
В 2016 году товарооборот между двумя странами составил всего лишь 41 000 $.

## Визовая политика
- Гражданам Чили требуется виза для посещения Сомали[6].
- Гражданам Сомали также требуется виза для посещения Чили[7].

## Дипломатические представительства
- Сомали не представлена ни на каком уровне в Чили[7].
- Чили не представлена ни на каком уровне в Сомали[7].